# Čalovec
Čalovec (bis 1948 slowakisch „Mederč“; ungarisch Megyercs, früher auch Megyeres) ist eine Gemeinde im Südwesten der Slowakei mit 1109 Einwohnern (Stand 31. Dezember 2024). Sie liegt im Okres Komárno, einem Teil des Nitriansky kraj.

## Geographie

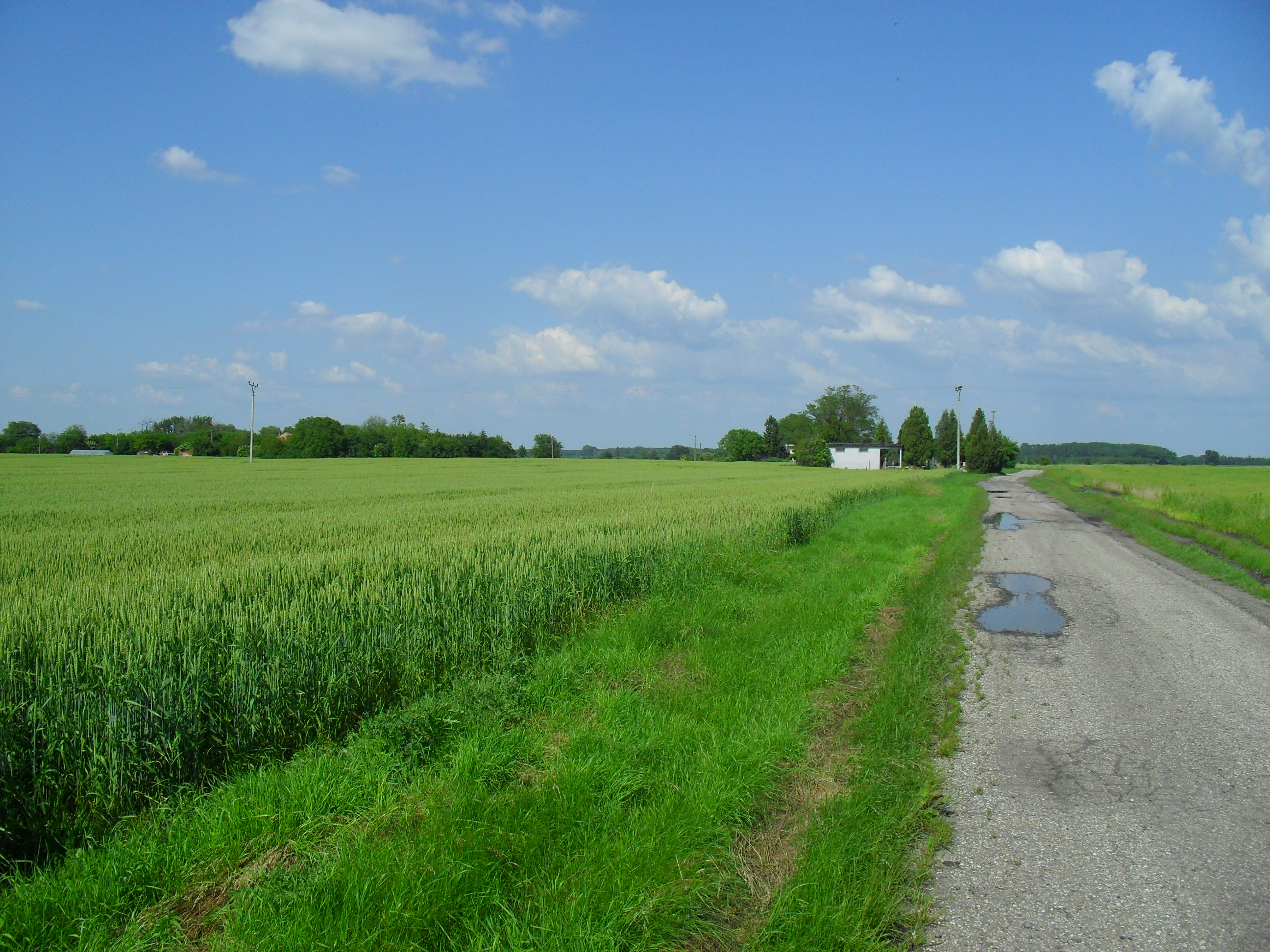
Landschaft zwischen Čalovec und Siedlung Violín

Die Gemeinde befindet sich im slowakischen Donautiefland, genauer im Ostteil der Großen Schüttinsel. Sie wird östlich vom Kanal Kolárovo-Kameničná flankiert. Das Gemeindegebiet ist flach, entwaldet und intensiv landwirtschaftlich genutzt. Nordwestlich des Hauptortes erstreckt sich das Naturreservat Dropie, eingerichtet zum Schutz von Großtrappen. Das Ortszentrum liegt auf einer Höhe von 108 m n.m. und ist 16 Kilometer von Komárno und Kolárovo entfernt.
Zur Gemeinde gehört die drei Kilometer nordwestlich des Hauptortes gelegene Siedlung Violín.
Nachbargemeinden sind Kameničná im Norden und Osten, kurz Komárno (Stadtteil Nová Stráž) im Südosten, Zlatná na Ostrove im Süden, Okoličná na Ostrove im Westen sowie kurz Zemianska Olča im Nordwesten.

## Geschichte

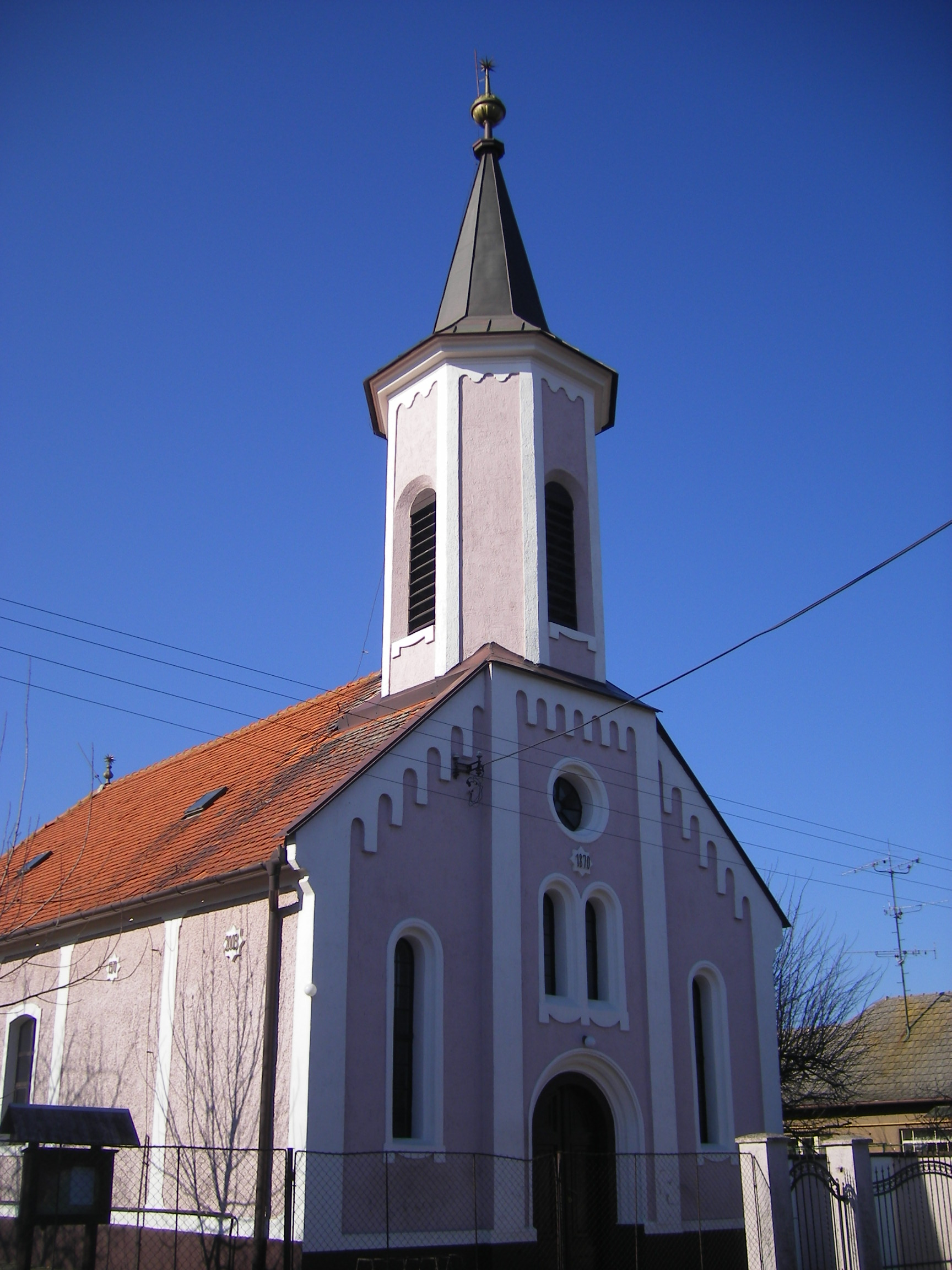
Reformierte Kirche

Čalovec ist eine bedeutende archäologische Stätte, mit Funden der Urnenfelderkultur, einer keltischen Grabstätte, Siedlungen aus der Römer- und Awarenzeit sowie einer slawischen Siedlung aus der Zeit des Mährerreichs.
Der Ort wurde zum ersten Mal 1268 als Megerch schriftlich erwähnt. Bis zum 17. Jahrhundert gehörte zum Herrschaftsgut der Burg Komorn, die allerdings oft das Dorf an Landadel verpfändete. 1549 sind acht Porta verzeichnet. 1699 kam der Ort zum Besitz des Geschlechts Zichy und kleinere Teile der Familien Demjén, Dancsy, Magyary und anderen. Bis zum 19. Jahrhundert war das Landschaftsbild von großen Auen geprägt, die zwar für Fischerei, aber nicht für Landwirtschaft geeignet waren. Erst durch Flussregulierungen des 19. Jahrhunderts konnten weite Landstriche getrocknet und zum Ackerboden umgewandelt werden.
Bis 1918/1919 gehörte der im Komitat Komorn liegende Ort zum Königreich Ungarn und kam danach zur Tschechoslowakei beziehungsweise heute Slowakei. Infolge des Ersten Wiener Schiedsspruchs war er zwischen 1938 und 1945 noch einmal Teil von Ungarn.
Nach dem Zweiten Weltkrieg wurde ein Bevölkerungsaustausch vollzogen, bei dem 71 Familien nach Ungarn auswanderten und durch ungarische Slowaken ersetzt wurden. 1950 wurde Čalovec elektrifiziert. 1965 wurde die ganze Gemeinde vom katastrophalen Donauhochwasser schwer in Mitleidenschaft gezogen. Mit Hilfsleistungen aus der damaligen ČSSR konnte Čalovec wiederaufgebaut werden.

## Bevölkerung
| Jahr                | 1994 | 2004    | 2014    | 2024    |
| ------------------- | ---- | ------- | ------- | ------- |
| Anzahl der Personen | 1169 | 1177    | 1164    | 1109    |
| Unterschied         |      | +0,68 % | −1,10 % | −4,72 % |

| Jahr                | 2023 | 2024    |
| ------------------- | ---- | ------- |
| Anzahl der Personen | 1122 | 1109    |
| Unterschied         |      | −1,15 % |

Gemäß der Volkszählung 2011 wohnten in Čalovec 1197 Einwohner, davon 743 Magyaren, 303 Slowaken, sieben Roma, sechs Tschechen, zwei Deutsche und ein Jude. 135 Einwohner machten diesbezüglich keine Angabe. 387 Einwohner bekannten sich zur römisch-katholischen Kirche, 264 Einwohner zur reformierten Kirche, 27 Einwohner zur evangelischen Kirche A. B., acht Einwohner zu den Zeugen Jehovas, sechs Einwohner zur griechisch-katholischen Kirche, fünf Einwohner zur evangelisch-methodistischen Kirche, drei Einwohner zur altkatholischen Kirche und jeweils ein Einwohner zur jüdischen Gemeinde sowie zur tschechoslowakisch-hussitischen Kirche; zwei Einwohner bekannten sich zu einer anderen Konfession. 252 Einwohner waren konfessionslos und bei 241 Einwohnern wurde die Konfession nicht ermittelt.

## Bauwerke

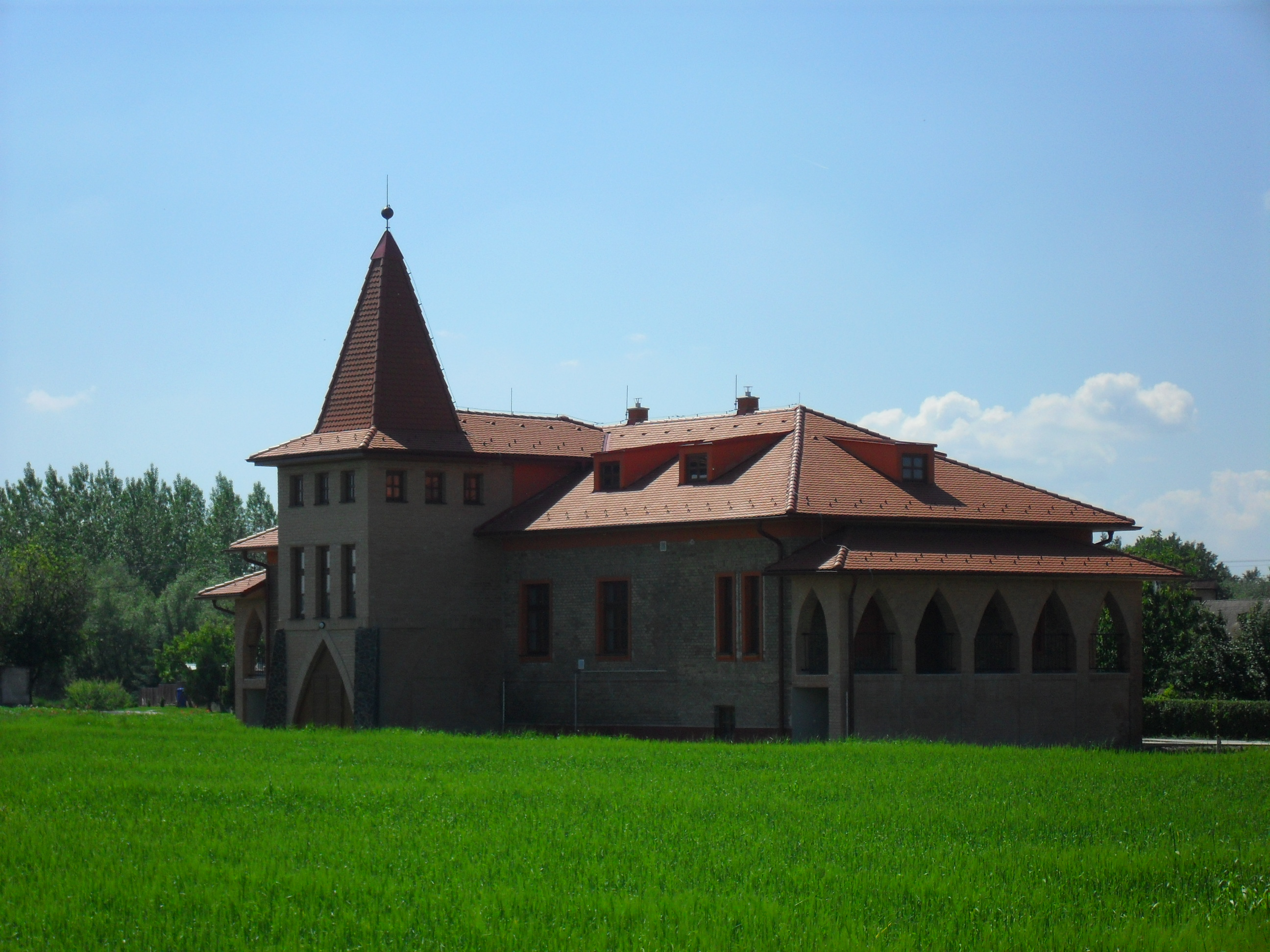
Ehemaliger Landsitz des Geschlechts Boschor

- reformierte Kirche im klassizistischen Stil aus dem Anfang des 19. Jahrhunderts

## Verkehr
Čalovec ist durch drei verschiedene Straßen 3. Ordnung zu erreichen, mit Anschlüssen an die Straße 2. Ordnung 573 im fünf Kilometer entfernten Kameničná und an die Straße 1. Ordnung 63 im sechs Kilometer entfernten Zlatná na Ostrove.
Es gab zwei Haltestellen an der Bahnstrecke Komárno–Kolárovo: eine nordöstlich des Hauptortes, die andere in der Siedlung Violín. Nach der Einstellung des Personenverkehrs auf der Bahnstrecke im Februar 2003 werden beide nicht mehr angefahren.